# 井川町里川
井川町里川（いかわちょうさとがわ）は、徳島県三好市の町名。郵便番号は779-4807。

## 地理
三好市の北東部に位置。北は井川町西井川・井川町中岡・井川町ヒラソ、東から南は井川町井内西、西は池田町漆川とそれぞれ接する。地域は五ノ丸山と綱付山に囲まれた山間部で、人口はとても少ない。

### 山岳
- 五ノ丸山
- 綱付山

### 河川
- 里川谷川

## 歴史
- 2006年（平成18年）3月1日 - 三好郡井川町が三野町・池田町・山城町・東祖谷山村・西祖谷山村と合併して三好市が発足し、現在の町名となる。

## 世帯数と人口
2021年（令和3年）11月30日現在の世帯数と人口は以下の通りである。
| 町丁       | 世帯数 | 人口 |
| ---------- | ------ | ---- |
| 井川町里川 | 2世帯  | 3人  |

## 交通

### 鉄道
- 最寄り駅はJR土讃線・徳島線の佃駅。